# Walter Kölbl (Bildhauer)

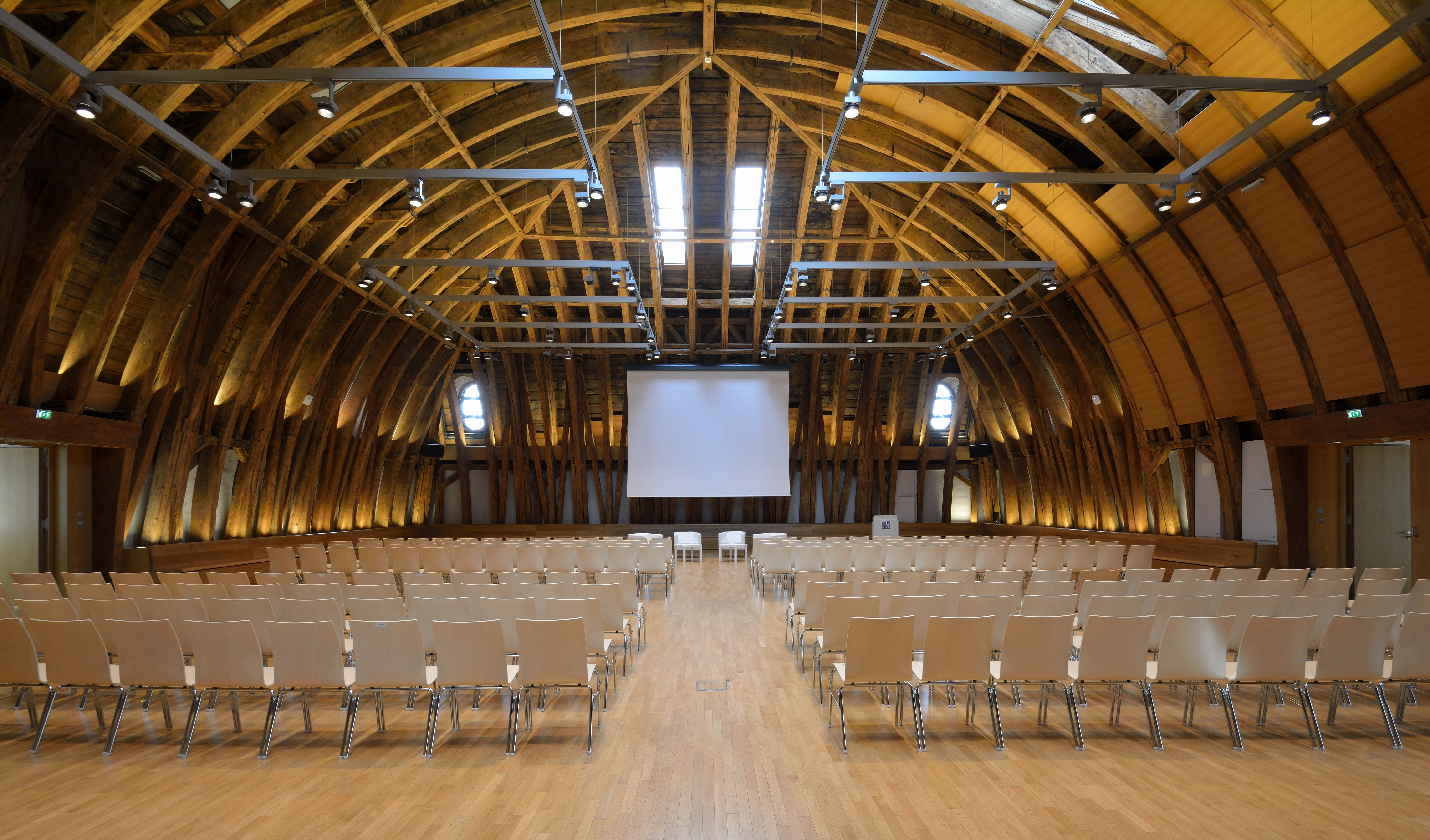
Umbau des Kuppelsaals im Hauptgebäude der TU Wien durch Walter Kölbl (2009)

Walter Kölbl (* 1948 in Hard) ist ein österreichischer Bildhauer und Architekt.

## Leben
Walter Kölbl wurde 1948 im Vorarlberger Hard geboren. 1969 bis 1975 studierte er an der Hochschule für Angewandte Kunst in Wien Bildhauerei bei Hans Knesl und Wander Bertoni. Anschließend absolvierte er bis 1980 ein zweites Studium in Metallgestaltung bei Carl Auböck. Seine Ausbildung schloss er mit einem einjährigen Stipendium am österreichischen Kulturinstitut in Rom ab.
1980 bis 1986 war er Universitätsassistent am Institut für Plastisches Gestalten und Modellbau an der Technischen Universität Wien. Diese Zeit war für ihn „eine Verbindung zwischen [...] Interesse für Architektur und [...] Erfahrung als Bildhauer“. In seiner Zeit an der TU Wien erhielt er ein Staatsstipendium und nahm am Modellversuch „Wissenschaftler gründen Firmen“ des Bundesministeriums für Wissenschaft und Forschung teil. Ab 1987 arbeitete Walter Kölbl als freischaffender Bildhauer in den Bildhauerateliers des Bundes in der Wiener Krieau und in Vorarlberg. In die frühe Zeit fielen erste Einzelausstellungen im Palais Thurn & Taxis in Bregenz und der Wiener Secession in Wien. Anlässlich seines 70. Geburtstages wurde die Sommerausstellung der Landeshauptstadt Bregenz 2018 dem Künstler gewidmet.

## Werke
- Eingangsfoyer des Hauptgebäudes der TU Wien
- Umbau Kuppelsaal des Hauptgebäudes der TU Wien[2]